# Guam Challenger 1991
Il Guam Challenger 1991 è stato un torneo di tennis facente parte della categoria ATP Challenger Series nell'ambito dell'ATP Challenger Series 1991. Il torneo si è giocato a Guam negli Stati Uniti dal 16 al 22 dicembre 1991 su campi in cemento.

## Vincitori

### Singolare
Richard Matuszewski ha battuto in finale  Jamie Morgan che si è ritirato sul punteggio di 6–4

### Doppio
Jonathan Canter /  Kenny Thorne hanno battuto in finale  David Adams /  Doug Eisenman con il punteggio di 6–1, 6–2